# San Luis Obispo County
San Luis Obispo County er et amt beliggende i den sydvest-centrale del af den amerikanske delstat Californien, med kystlinje til Stillehavet. Hovedbyen i amtet er San Luis Obispo. I år 2010 havde amtet 269.637 indbyggere.

## Historie
Amtet blev grundlagt 18. februar 1850 som ét af Californiens oprindelige amter.

## Geografi
Ifølge United States Census Bureau er San Luis Obispos totale areal på 9.364,2 km², hvoraf de 806,1 km² er vand. 

### Grænsende amter
- Santa Barbara County - syd
- Kern County - øst
- Kings County - nordøst
- Monterey County - nord

### Byer i San Luis Obispo
| - Arroyo Grande - Atascadero - Grover Beach - Morro Bay - Paso Robles - Pismo Beach - San Luis Obispo |